# Первомайский (Талицкий район)
Первомайский — упразднённый в августе 1996 года посёлок в Талицком районе Свердловской области, Россия. Вошёл в состав села Вновь-Юрмытского, сельсовету которого был подчинён до присоединения.

## Географическое положение
Посёлок Первомайский Талицкого района Свердловской области находился у западной границы села Вновь-Юрмытское, по дороге на село Кокуй.

## История
Упразднён 7 августа 1996 года. Вошёл в состав села Вновь-Юрмытское (улицы Первомайская и часть Советской).